# Ataxia yucatana
Ataxia yucatana là một loài bọ cánh cứng trong họ Cerambycidae.